# Хризостом (Калаидзис)
Митрополи́т Хризосто́м Калаидзи́с (греч. Μητροπολίτης Χρυσόστομος Καλαϊτζής; род. 25 июля 1946, Тепекёй, Чанаккале) — епископ Константинопольской православной церкви, митрополит Мирликийский (с 1995).

## Биография
Родился в 1946 году деревне Тепекёй на острове Гёкчеада (Имврос) в Турции. Начальное образование получил в родной деревне. Среднее образование получил в Центральной школе Имвроса в Панагии. Обучался в лицее при богословской школе на острове Хейбелиада (Халки). В 1972 году окончил Халкинскую богословскую школу, будучи рукоположенным в том же году в сан диакона.
Затем он поступил на пастырское отделение богословской школы Университета Аристотеля в Салониках, которое окончил в 1974 году. Осенью 1974 года он отправился в Германию, сначала в Институт восточных церквей в Регенсбурге, а затем в Мюнхен, где после изучения немецкого языка посещал курсы философии в факультете католического богословия Мюнхенского государственного университета.
В 1976 году переехал в Париж, где после совершенствования французского языка учился с сентября 1977 по июнь 1979 в Национальном институте восточных языков и культур (İNALCO — Сорбонна 3), который он окончил в июне 1979 года по специальности «современный разговорный русский язык». В то же время он посещал курсы в Свято-Сергиевском православном институте по каноническому праву, христианской философии, риторике и истории Русской церкви.
Вернулся в июне 1979 года и стал патриаршим архидиаконом в Георгиевском соборе на Фанаре, а в 1991 году получил звание великого архидиакона.
В 1989 году получил степень доктора богословия в Аристотилевском университете в Салониках.
19 ноября 1995 года был рукоположён во пресвитера с возведением в сан архимандрита.
25 ноября 1995 года был рукоположен в сан епископа и возведён в достоинство митрополита Мирликийского. 4 сентября 2000 года причислен к правящим иерархам.

## Публикации
- Η Μονή Της Νέας Σιών Των Μύρων Και Αι Βλέψεις Των Ρώσων Επ Αυτής (греч.). — 1990. — 46 с. — ISBN 9789607297358.
- Τα Αγρίδια. Η Αετοφωλιά της Ίμβρου (греч.). — Κατερίνη: Εκδόσεις, 1990. — 96 с.
- Το Μετόχιον του Οικουµενικού Πατριαρχείου εν Μόσχα ο «Άγιος Σέργιος» και οι ηγούµενοι αυτού : (1881—1936) (греч.). — Κατερίνη: Εκδόσεις Τέρτιος, 1991. — 838 с.
- Εκδόσεις: Εταιρεία Μελέτης της Καθ' Ημάς Ανατολής (греч.). — 2007. — 698 с. — ISBN 960-89887-0-5.